# Evangelische Kirche Frechen

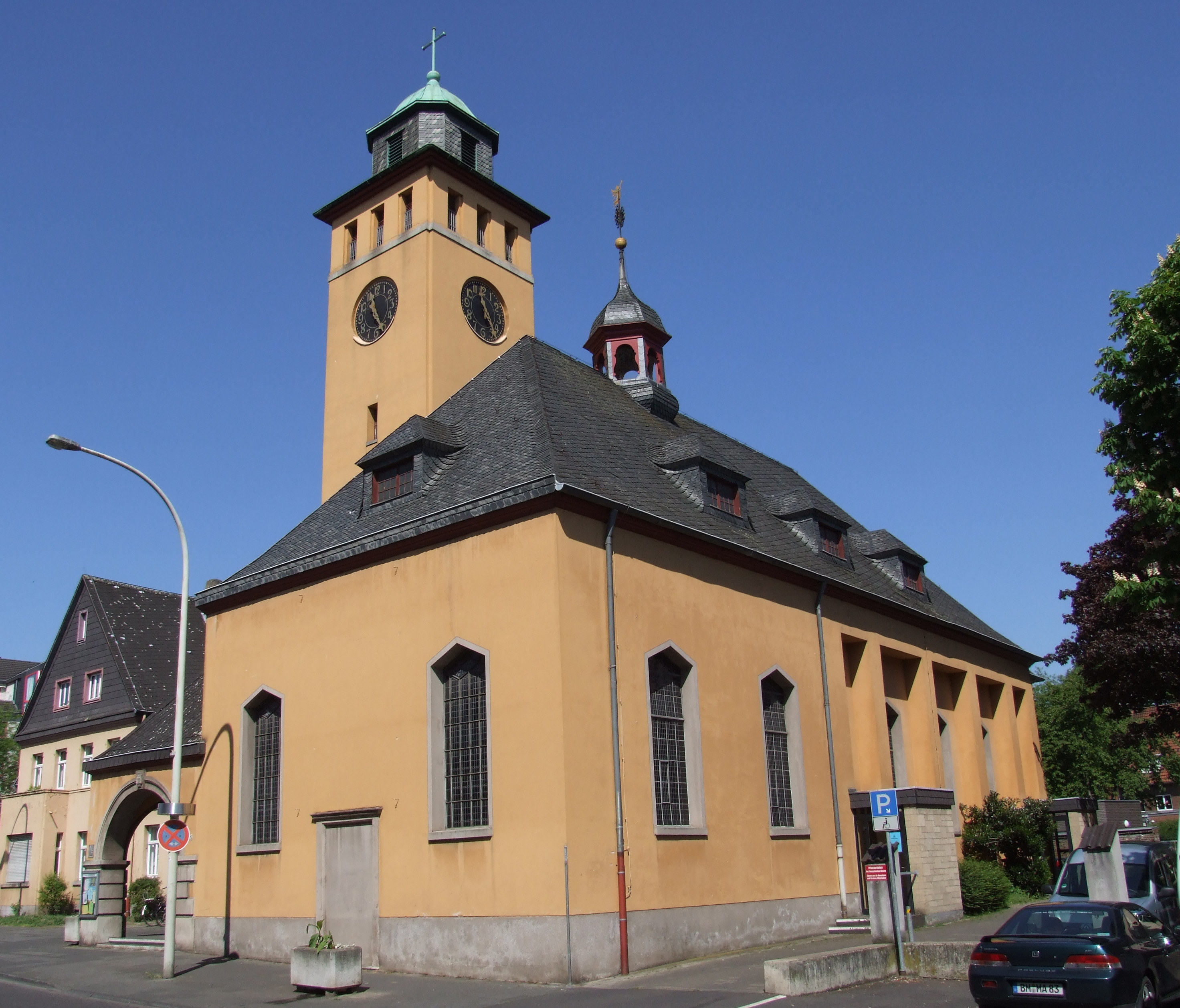

Die Evangelische Kirche Frechen ist eine der ältesten protestantischen Kirchen in der Diaspora des ehemals rein katholischen Umlandes von Köln.

## Kirchengemeinde Frechen
Die Reformation gewann bereits 1543 Anhänger in Frechen, die unter der Herrschaft der Herzöge von Jülich nicht unterdrückt wurden. Gottesdienst wurde in Privathäusern abgehalten. Protokolle des Presbyteriums der Gemeinde sind seit 1544 erhalten. Auch Kölner Protestanten konnten hier zum Gottesdienst erscheinen. Als die Gemeinde 1716 mit Genehmigung der Herrschaft und dank finanzieller Unterstützung niederländischer und sogar englischer Protestanten den Bau der Kirche begann, wurde dieser von jungen fanatischen Kölner Katholiken zerstört. Er konnte dennoch am 18. Juli 1717 durch Pfarrer Friedrich K. Heilmann eingeweiht werden.

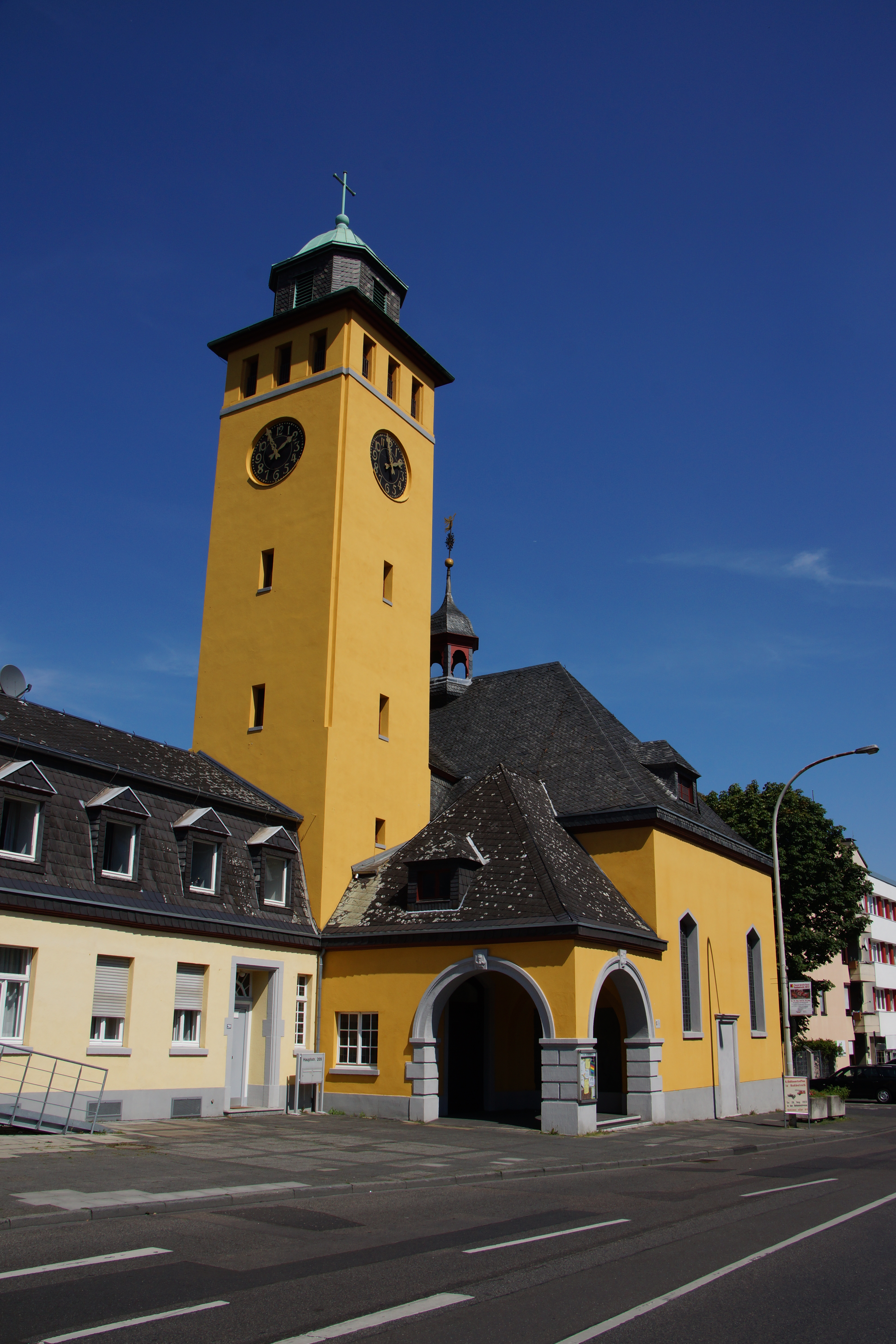

Die Archivalien der Gemeinde liegen im Archiv des Evangelischen Kirchenverbandes Köln und im Stadtarchiv Frechen. Sie wurden kürzlich auf Mikrofilm übertragen und im Barbarastollen bei Freiburg eingelagert. Ein Teil der über 60.000 digitalisierten Stücke soll auch der Öffentlichkeit zugänglich gemacht werden.
Die Kirchengemeinde gehört zum Kirchenkreis Köln-Süd der Evangelischen Kirche im Rheinland.

## Baugeschichte
Die Kirche wurde als Hauskirche errichtet, mit der Pfarrwohnung unter einem abgewalmten und traditionell mit Schiefer gedecktem Dach. Statt eines Turmes war der Bau eines Dachreiters erlaubt. Den Dachreiter krönt als Wetterfahne ein Posaunenengel, im Jülicher Land auch Geusen-Daniel genannt (Eine weitgehend originale Hauskirche von 1684 mit Geusendaniel ist in Kirchherten erhalten). Der Wohnteil wurde 1881 erweitert, aber 1913 abgerissen, und der Gottesdienstraum dahin im Zuge eines Umbaus von 1914 bis 1921 nach Plänen des Architekturbüros Schreiterer & Below durch einen Gemeindesaal erweitert. Auch ein neuer Eingang und Glockenturm kamen hinzu. 1955 wurde der Kirchraum nach Norden hin erweitert. Dort standen auch Kanzel und Altar. Bei der gründlichen Renovierung 1969 wurden Altar und Kanzel wieder in den Altteil der Kirche nahe dem seitlichen Eingang verlegt.

## Baubeschreibung
Die Kirche ist ein nüchterner Backsteinbau mit ursprünglich je zwei Fenstern an den drei Seiten des ehemals quadratischen Betsaales, der an den Wohnteil anschloss. Zwischen den Fenstern zur Straßenseite lag der schmucklose heute zugemauerte Eingang. Der Wohnteil war zweigeschossig, er wurde 1781 erweitert, um den Besuchern aus Köln eine Übernachtungsmöglichkeit zu bieten, der Kölner Bau. Der Wohnteil wurde 1913 abgerissen, und der Gottesdienstraum dahin erweitert. An der linken Seite befindet sich eine repräsentative Eingangshalle und dahinter der viereckige sechsstöckige Kirchturm mit Turmuhr und aufgesetzter zweiter Glockenstube. Die untere Glockenstube hat an allen Seiten je drei rechteckige geschosshohe Schalllöcher.

## Ausstattung

### Schrifttafeln
Im Inneren sind drei Schrifttafeln aus dem Jahre 1765 erhalten, eine Holztafel mit dem Vater unser und je eine mit den Zehn Geboten und dem Glaubensbekenntnis.

### Fenster
Die Kirchenfenster wurden größtenteils von Paul Weigmann entworfen.

### Orgel
1770 bekam die Kirche eine Orgel aus der Werkstatt von Christian Ludwig König, die 1928 zur Kartäuserkirche umgesetzt wurde. Ihr Gehäuse ist dort erhalten. Die Nachfolger-Orgel wurde 1967 an die evangelische Gemeinde in Rheinböllen verkauft, wo sie bis 1986 spielbar war.
Die Orgel von 1962 stammt aus der Werkstatt von Detlef Kleuker und hat 18 Register auf zwei Manualen und Pedal.
| I Rückpositiv C–g3 |       |
| Holzgedackt        | 8′    |
| Prinzipal          | 4′    |
| Spitzflöte         | 4′    |
| Prinzipal          | 2′    |
| Sifflöte           | 1 ⁄3′ |
| Scharff III        |       |
| Krummhorn          | 8′    |
| Tremulant          |       |

| II Hauptwerk C–g3 |    |
| Prinzipal         | 8′ |
| Rohrflöte         | 8′ |
| Oktave            | 4′ |
| Waldflöte         | 2′ |
| Sesquialtera II   |    |
| Mixtur V          |    |

| Pedalwerk C–f1   |     |
| Subbass          | 16′ |
| Offenbass        | 8′  |
| Octave           | 4′  |
| Rauschpfeife III |     |
| Posaune          | 16′ |

- Koppeln: I/II, I/P, II/P.